# لودویگ هفتم، هرتسوگ بایرن
لوئی هفتم، (ح. ۱۳۶۸ – می ۱۴۴۷) ملقب به ریش‌دار (آلمانی: "Ludwig der Bärtige") دوک بایرن-اینگولشتات از سال ۱۴۱۳ تا ۱۴۴۳ بود. او پسر استفان سوم، دوک بایرن و تادیا ویسکونتی است. 

## زندگینامه
به عنوان برادر ایزابل از بایرن-اینگولشتات، همسر شارل ششم فرانسه، او بخش بزرگی از زندگی خود را در فرانسه گذارند. زمانی که او در سال ۱۴۱۳ به جانشینی از پدرش بر تخت نشست، دستور ساخت دژ نو اینگولشتات را صادر کرد که از معماری گوتی فرانسوی شدیدا تاثیر پذیرفته بود. 

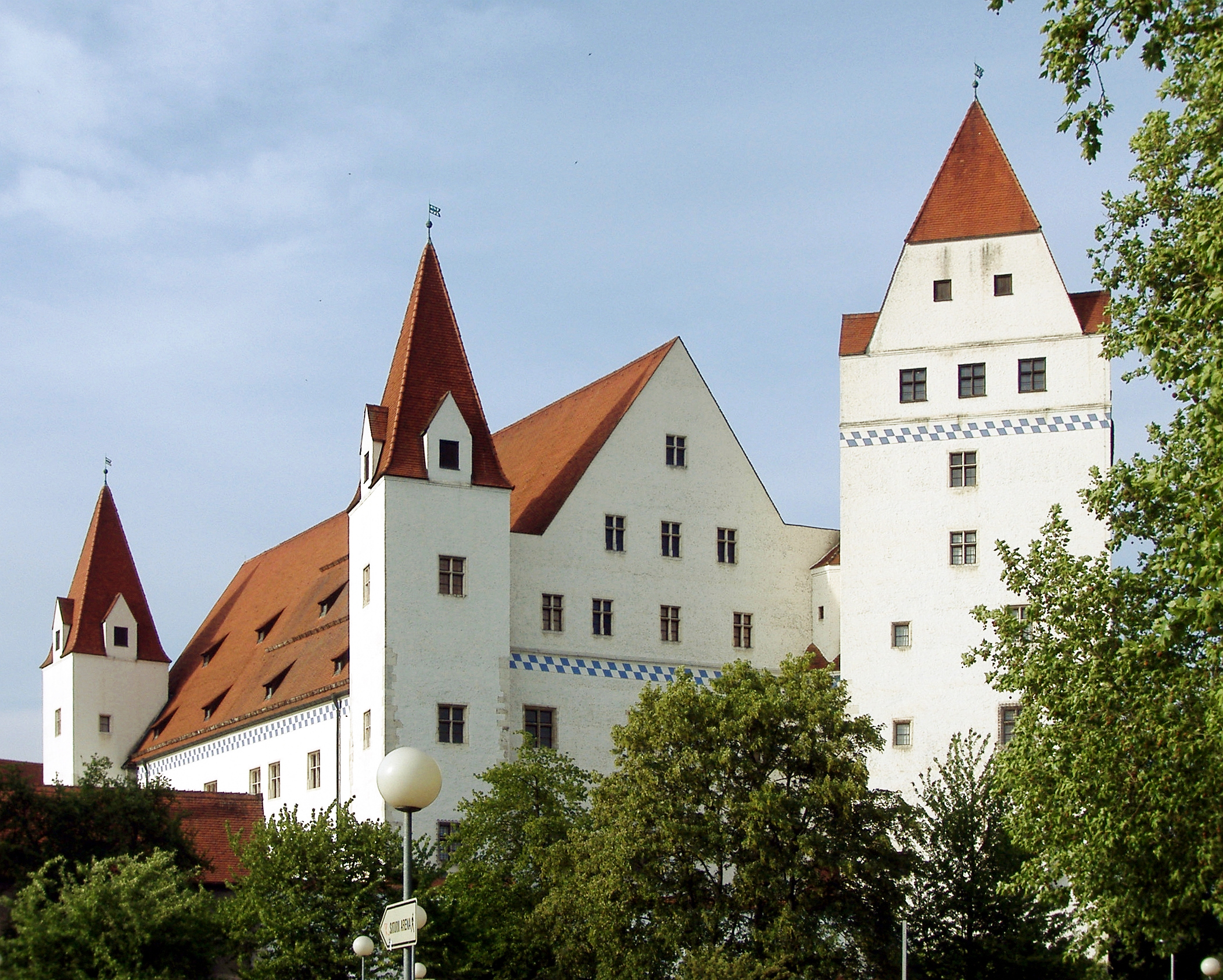
دژ نو اینگولشتات

در سال ۱۴۰۸ لوئی، ویلیام دوم از بایرن-اشتراوبینگ و ژان یکم، دوک بورگونیه، شهرواندان معترضی که در شهر لیژ علیه برادر ویلیام، ژان، شاهزاده-اسقف لیژ، شورش کرده بودند را در نبرد اوتی شکست دادند. بعدها لوئی تندخو نه تنها با متحد سابقش ژان یکم وارد مناقشه می‌شود، بلکه به طور متعددی با عموزادۀ ژان یعنی هنری شانزدهم از بایرن-لاندسهوت که در سال ۱۴۱۴ دشمنان لویی را در اتحادیه‌ای به نام جامعه پارکیت گرد هم آورده و متحد کرده بود، جنگید. 
با مرگ ژان، دوک بایرن-اشتراوبینگ در سال ۱۴۲۵، موج جدیدی از مناقشات میان لوئی و عموزادگان ژان، یعنی هنری، ارنست و ویلیام سوم از بایرن-مونیخ آغاز شد و نتیجتا در سال ۱۴۲۹، دوک‌نشینی بایرن-اشتراوبینگ ژان میان چهار دوک تقسیم‌بندی شد.
نهایتا لوئی در سال ۱۴۴۳ توسط پسرش لوئی هشتم که با هنری شانزدهم متحد شده بود مسموم شده و کشته شد. لوئی در سال ۱۴۴۷ به عنوان زندانی هنری شانزدهم در گذشت. از آنجایی که لوئی هشتم دو سال پیش از مرگ پدرش هم مرده بود، دوک‌نشینی بایرن-اینگولشتات به هنری رسید. 

## ازدواج‌ها
لوئی دو بار ازدواج کرد. همسر اول او آن بوربن، دختر ژان یکم، کنت لا مارکه که خود در ۱ اکتبر سال ۱۴۰۲ ازدواج کرده بود به شمار می‌آمد. او بیوۀ ژان دو بری، کنت مونپنسییِر بود. او در سال ۱۴۰۸ درگذشت. آنها دو پسر داشتند:
- لوئی هشتم از بایرن-اینگولشتات (۱سپتامبر سال ۱۴۰۲ – ۷ آوریل سال ۱۴۴۵)
- ژوهان (زادۀ سال ۱۴۰۴) که در در اوایل نوزادی درگذشت.

در سال ۱۴۱۳، او برای دومین بار با کاترین از آلنسون، دختر پیتر دوم از آلنسون و ماری شامیلارت، بانوی ویکنت "بومونت-او-مین" ازدواج کرد. آنها یک پسر داشتند:
- ژوهان (زادۀ ۶ فوریه سال ۱۴۱۵) و
- یک دختر بی‌نام و نشان

هر دو فرزند آنها در سنین جوانی مردند. لوئی به لطف معشوقه‌های مختلفی که داشت، پدر چندین فرزند نامشروع شد.

## ارجاع
1. 1 2  Adams 2010, p. 256.

## منبع
- Adams, Tracy (2010). The Life and Afterlife of Isabeau of Bavaria. The Johns Hopkins University Press.

| لودویگ هفتم، هرتسوگ بایرندودمان ویتلسباخزادهٔ: ح. ۱۳۸۶ درگذشتهٔ: ۱ می ۱۴۴۷ |                                |                 |
| عنوان سلطنتی                                                             |                                |                 |
| پیشین: استفان سوم                                                        | دوک بایرن-اینگولشتات ۱۴۱۳–۱۴۴۳ | پسین: لوئی هشتم |